# Bakeridesia vulcanicola
Bakeridesia vulcanicola är en malvaväxtart som först beskrevs av Standley, och fick sitt nu gällande namn av D.M. Bates. Bakeridesia vulcanicola ingår i släktet Bakeridesia och familjen malvaväxter. Inga underarter finns listade i Catalogue of Life.